# Créhen
Créhen é uma comuna francesa na região administrativa da Bretanha, no departamento Côtes-d'Armor. Estende-se por uma área de 18,21 km². Em 2010 a comuna tinha 1 680 habitantes (densidade: 92,3 hab./km²).